# 高雪坤
高雪坤（1955年7月—），男，汉族，江苏昆山人，中华人民共和国政治人物，曾任淮安市人民政府市长，苏州市政协主席。

## 生平
1974年12月参加工作。1977年6月加入中国共产党。曾任淮安市人民政府市长，苏州市政协主席。2017年6月6日，中纪委网站宣布，高雪坤涉嫌严重违纪，目前正接受组织审查。